# 7e étape du Tour de France 2020
Pour un article plus général, voir Tour de France 2020.
La 7e étape du Tour de France 2020 se déroule le vendredi 4 septembre 2020 entre Millau et Lavaur, sur une distance de 168 kilomètres.

## Parcours
La première partie de l'étape est vallonnée, le parcours deviendra ensuite plat dans les 50 derniers kilomètres. 3 côtes sont répertoriées au classement de la montagne.

## Déroulement de la course
La formation Bora-Hansgrohe accélère dès le départ de l'étape, piégeant ainsi de nombreux sprinteurs. Le maillot vert et Niccolo Bonifazio (Total-Direct Energie), ainsi que Daniel Martinez, font partie du 2e groupe, tandis que Caleb Ewan, le champion d'Europe, Cees Bol, Alexander Kristoff ou encore Elia Viviani (Cofidis) figurent dans un 3e groupe. Après être passé en tête de la première côte du jour, au km 9, Benoit Cosnefroy est relégué au sein du groupe maillot vert. Matteo Trentin remporte ensuite le sprint intermédiaire, devant Peter Sagan - qui prend alors la tête du classement par points - et Bryan Coquard (B&B Vital Concept).
Thomas De Gendt (Lotto-Soudal) attaque à 95 km de l'arrivée, juste avant le passage du col de Peyronnenc, deuxième côte de la journée. Le belge est repris par le peloton à 35 km du but, alors que l'équipe Ineos profite du vent pour couper le peloton en trois. Le maillot blanc, Mikel Landa (Bahrain-McLaren), Bauke Mollema et Trentin sont dans la 2e partie, Richie Porte (Trek-Segafredo) est dans la 3e. Le groupe Porte parvient ensuite à recoller sur le groupe maillot blanc. Richard Carapaz (Ineos), victime d'une crevaison, perd sa place en tête de course et sera repris par le groupe maillot blanc dans les 10 derniers kilomètres.
Wout van Aert remporte le sprint final, en devançant Edvald Boasson Hagen (NTT) et Bryan Coquard. Le groupe maillot blanc concède 1 minute 21 secondes, tandis que les coureurs distancés en début d'étape terminent à environ un quart d'heure du groupe maillot jaune. Victime d'un problème mécanique dans le sprint, Sagan doit se contenter de la 13e place de l'étape. Cela ne l'empêche pas de reprendre le maillot vert, tandis que van Aert est désormais 3e du classement par points, juste devant Coquard. Yates conserve la tête du classement général, avec 3 secondes d'avance sur Roglič, 9 secondes sur Martin, 13 secondes sur le nouveau maillot blanc Egan Bernal (Ineos) et six autres coureurs, 22 secondes sur Buchmann, 1 minute 28 sur Pogačar et 1 minute 34 sur Mollema, Landa et Porte.

## Résultats

### Classement de l'étape
| Classement de la 7e étape | Classement de la 7e étape | Classement de la 7e étape | Classement de la 7e étape | Classement de la 7e étape |
|                           | Coureur                   | Pays                      | Équipe                    | Temps                     |
| ------------------------- | ------------------------- | ------------------------- | ------------------------- | ------------------------- |
| 1er                       | Wout van Aert             | Belgique                  | Jumbo-Visma               | en 3 h 32 min 3 s         |
| 2e                        | Edvald Boasson Hagen      | Norvège                   | NTT Pro Cycling           | + 0 s                     |
| 3e                        | Bryan Coquard             | France                    | B&B Hotels-Vital Concept  | + 0 s                     |
| 4e                        | Christophe Laporte        | France                    | Cofidis                   | + 0 s                     |
| 5e                        | Jasper Stuyven            | Belgique                  | Trek-Segafredo            | + 0 s                     |
| 6e                        | Clément Venturini         | France                    | AG2R La Mondiale          | + 0 s                     |
| 7e                        | Hugo Hofstetter           | France                    | Israel Start-Up Nation    | + 0 s                     |
| 8e                        | Egan Bernal               | Colombie                  | Ineos Grenadiers          | + 0 s                     |
| 9e                        | Adam Yates                | Royaume-Uni               | Mitchelton-Scott          | + 0 s                     |
| 10e                       | Alejandro Valverde        | Espagne                   | Movistar                  | + 0 s                     |
| modifier                  |                           |                           |                           |                           |

### Points attribués
| Sprint intermédiaire Saint-Sernin-sur-Rance (km 58) | Sprint intermédiaire Saint-Sernin-sur-Rance (km 58) | Sprint intermédiaire Saint-Sernin-sur-Rance (km 58) | Sprint intermédiaire Saint-Sernin-sur-Rance (km 58) | Sprint intermédiaire Saint-Sernin-sur-Rance (km 58) |
| --------------------------------------------------- | --------------------------------------------------- | --------------------------------------------------- | --------------------------------------------------- | --------------------------------------------------- |
|                                                     | Coureur                                             | Pays                                                | Équipe                                              | Point(s)                                            |
| 1er                                                 | Matteo Trentin                                      | Italie                                              | CCC                                                 | 20                                                  |
| 2e                                                  | Peter Sagan                                         | Slovaquie                                           | Bora-Hansgrohe                                      | 17                                                  |
| 3e                                                  | Bryan Coquard                                       | France                                              | B&B Hotels-Vital Concept                            | 15                                                  |
| 4e                                                  | Julian Alaphilippe                                  | France                                              | Deceuninck-Quick Step                               | 13                                                  |
| 5e                                                  | Maximilian Schachmann                               | Allemagne                                           | Bora-Hansgrohe                                      | 11                                                  |
| 6e                                                  | Felix Großschartner                                 | Autriche                                            | Bora-Hansgrohe                                      | 10                                                  |
| 7e                                                  | Daniel Oss                                          | Italie                                              | Bora-Hansgrohe                                      | 9                                                   |
| 8e                                                  | Greg Van Avermaet                                   | Belgique                                            | CCC                                                 | 8                                                   |
| 9e                                                  | Gregor Mühlberger                                   | Autriche                                            | Bora-Hansgrohe                                      | 7                                                   |
| 10e                                                 | Wout van Aert                                       | Belgique                                            | Jumbo-Visma                                         | 6                                                   |
| 11e                                                 | Nélson Oliveira                                     | Portugal                                            | Movistar                                            | 5                                                   |
| 12e                                                 | Lennard Kämna                                       | Allemagne                                           | Bora-Hansgrohe                                      | 4                                                   |
| 13e                                                 | Primož Roglič                                       | Slovénie                                            | Jumbo-Visma                                         | 3                                                   |
| 14e                                                 | Jasper Stuyven                                      | Belgique                                            | Trek-Segafredo                                      | 2                                                   |
| 15e                                                 | Dries Devenyns                                      | Belgique                                            | Deceuninck-Quick Step                               | 1                                                   |
| modifier                                            |                                                     |                                                     |                                                     |                                                     |

| Arrivée d'étape Lavaur (km 168) | Arrivée d'étape Lavaur (km 168) | Arrivée d'étape Lavaur (km 168) | Arrivée d'étape Lavaur (km 168) | Arrivée d'étape Lavaur (km 168) |
| ------------------------------- | ------------------------------- | ------------------------------- | ------------------------------- | ------------------------------- |
|                                 | Coureur                         | Pays                            | Équipe                          | Point(s)                        |
| 1er                             | Wout van Aert                   | Belgique                        | Jumbo-Visma                     | 50                              |
| 2e                              | Edvald Boasson Hagen            | Norvège                         | NTT Pro Cycling                 | 30                              |
| 3e                              | Bryan Coquard                   | France                          | B&B Hotels-Vital Concept        | 20                              |
| 4e                              | Christophe Laporte              | France                          | Cofidis                         | 18                              |
| 5e                              | Jasper Stuyven                  | Belgique                        | Trek-Segafredo                  | 16                              |
| 6e                              | Clément Venturini               | France                          | AG2R La Mondiale                | 14                              |
| 7e                              | Hugo Hofstetter                 | France                          | Israel Start-Up Nation          | 12                              |
| 8e                              | Egan Bernal                     | Colombie                        | Ineos Grenadiers                | 10                              |
| 9e                              | Adam Yates                      | Royaume-Uni                     | Mitchelton-Scott                | 8                               |
| 10e                             | Alejandro Valverde              | Espagne                         | Movistar                        | 7                               |
| 11e                             | Hugo Houle                      | Canada                          | Astana                          | 6                               |
| 12e                             | Julian Alaphilippe              | France                          | Deceuninck-Quick Step           | 5                               |
| 13e                             | Peter Sagan                     | Slovaquie                       | Bora-Hansgrohe                  | 4                               |
| 14e                             | Warren Barguil                  | France                          | Arkéa-Samsic                    | 3                               |
| 15e                             | Mikaël Cherel                   | France                          | AG2R La Mondiale                | 2                               |
| modifier                        |                                 |                                 |                                 |                                 |

|   |                      | \| \| Coureur \| Pays \| Équipe \| Secondes \| \| - \| -------------------- \| -------- \| ------------------------ \| -------- \| \| 1 \| Wout van Aert \| Belgique \| Jumbo-Visma \| 10 s \| \| 2 \| Edvald Boasson Hagen \| Norvège \| NTT Pro Cycling \| 6 s \| \| 3 \| Bryan Coquard \| France \| B&B Hotels-Vital Concept \| 4 s \| |                          |          |
|   | Coureur              | Pays | Équipe                   | Secondes |
| 1 | Wout van Aert        | Belgique | Jumbo-Visma              | 10 s     |
| 2 | Edvald Boasson Hagen | Norvège | NTT Pro Cycling          | 6 s      |
| 3 | Bryan Coquard        | France | B&B Hotels-Vital Concept | 4 s      |

### Cols et côtes
| Côte de Luzençon (km 9) 3e catégorie (3,1 km à 6,1%) | Côte de Luzençon (km 9) 3e catégorie (3,1 km à 6,1%) | Côte de Luzençon (km 9) 3e catégorie (3,1 km à 6,1%) | Côte de Luzençon (km 9) 3e catégorie (3,1 km à 6,1%) | Côte de Luzençon (km 9) 3e catégorie (3,1 km à 6,1%) |
| ---------------------------------------------------- | ---------------------------------------------------- | ---------------------------------------------------- | ---------------------------------------------------- | ---------------------------------------------------- |
|                                                      | Coureur                                              | Pays                                                 | Équipe                                               | Point(s)                                             |
| 1er                                                  | Benoît Cosnefroy                                     | France                                               | AG2R La Mondiale                                     | 2                                                    |
| 2e                                                   | Gregor Mühlberger                                    | Autriche                                             | Bora-Hansgrohe                                       | 1                                                    |
| modifier                                             |                                                      |                                                      |                                                      |                                                      |

| Col de Peyronnenc (km 73,5) 3e catégorie (14,5 km à 3,9%) | Col de Peyronnenc (km 73,5) 3e catégorie (14,5 km à 3,9%) | Col de Peyronnenc (km 73,5) 3e catégorie (14,5 km à 3,9%) | Col de Peyronnenc (km 73,5) 3e catégorie (14,5 km à 3,9%) | Col de Peyronnenc (km 73,5) 3e catégorie (14,5 km à 3,9%) |
| --------------------------------------------------------- | --------------------------------------------------------- | --------------------------------------------------------- | --------------------------------------------------------- | --------------------------------------------------------- |
|                                                           | Coureur                                                   | Pays                                                      | Équipe                                                    | Point(s)                                                  |
| 1er                                                       | Thomas De Gendt                                           | Belgique                                                  | Lotto-Soudal                                              | 2                                                         |
| 2e                                                        | Quentin Pacher                                            | France                                                    | B&B Hotels-Vital Concept                                  | 1                                                         |
| modifier                                                  |                                                           |                                                           |                                                           |                                                           |

| \| Côte de Paulhe (km 97,5) 4e catégorie (1,1 km à 7,0%) \| Côte de Paulhe (km 97,5) 4e catégorie (1,1 km à 7,0%) \| Côte de Paulhe (km 97,5) 4e catégorie (1,1 km à 7,0%) \| Côte de Paulhe (km 97,5) 4e catégorie (1,1 km à 7,0%) \| Côte de Paulhe (km 97,5) 4e catégorie (1,1 km à 7,0%) \| \| ----------------------------------------------------- \| ----------------------------------------------------- \| ----------------------------------------------------- \| ----------------------------------------------------- \| ----------------------------------------------------- \| \| \| Coureur \| Pays \| Équipe \| Point(s) \| \| 1er \| Thomas De Gendt \| Belgique \| Lotto-Soudal \| 1 \| \| modifier \| \| \| \| \| |                 |          |              |          |
| Côte de Paulhe (km 97,5) 4e catégorie (1,1 km à 7,0%) |                 |          |              |          |
| | Coureur         | Pays     | Équipe       | Point(s) |
| 1er | Thomas De Gendt | Belgique | Lotto-Soudal | 1        |
| modifier |                 |          |              |          |

### Prix de la combativité
- Daniel Oss (Bora-Hansgrohe)

## Classements à l'issue de l'étape

### Classement général
| Classement général | Classement général | Classement général | Classement général | Classement général |
|                    | Coureur            | Pays               | Équipe             | Temps              |
| ------------------ | ------------------ | ------------------ | ------------------ | ------------------ |
| 1er                | Adam Yates         | Royaume-Uni        | Mitchelton-Scott   | en 30 h 36 min 3 s |
| 2e                 | Primož Roglič      | Slovénie           | Jumbo-Visma        | + 3 s              |
| 3e                 | Guillaume Martin   | France             | Cofidis            | + 9 s              |
| 4e                 | Egan Bernal        | Colombie           | Ineos Grenadiers   | + 13 s             |
| 5e                 | Tom Dumoulin       | Pays-Bas           | Jumbo-Visma        | + 13 s             |
| 6e                 | Nairo Quintana     | Colombie           | Arkéa-Samsic       | + 13 s             |
| 7e                 | Romain Bardet      | France             | AG2R La Mondiale   | + 13 s             |
| 8e                 | Miguel Ángel López | Colombie           | Astana             | + 13 s             |
| 9e                 | Thibaut Pinot      | France             | Groupama-FDJ       | + 13 s             |
| 10e                | Rigoberto Urán     | Colombie           | EF Pro Cycling     | + 13 s             |
| modifier           |                    |                    |                    |                    |

| Classement par points | Classement par points | Classement par points | Classement par points    | Classement par points |
| --------------------- | --------------------- | --------------------- | ------------------------ | --------------------- |
|                       | Coureur               | Pays                  | Équipe                   | Point(s)              |
| 1er                   | Peter Sagan           | Slovaquie             | Bora-Hansgrohe           | 138 points            |
| 2e                    | Sam Bennett           | Irlande               | Deceuninck-Quick Step    | 129 pts               |
| 3e                    | Wout van Aert         | Belgique              | Jumbo-Visma              | 106 pts               |
| 4e                    | Bryan Coquard         | France                | B&B Hotels-Vital Concept | 105 pts               |
| 5e                    | Alexander Kristoff    | Norvège               | UAE Emirates             | 93 pts                |
| 6e                    | Matteo Trentin        | Italie                | CCC                      | 91 pts                |
| 7e                    | Julian Alaphilippe    | France                | Deceuninck-Quick Step    | 82 pts                |
| 8e                    | Caleb Ewan            | Australie             | Lotto-Soudal             | 75 pts                |
| 9e                    | Greg Van Avermaet     | Belgique              | CCC                      | 64 pts                |
| 10e                   | Cees Bol              | Pays-Bas              | Sunweb                   | 62 pts                |
| modifier              |                       |                       |                          |                       |

| Classement du meilleur grimpeur | Classement du meilleur grimpeur | Classement du meilleur grimpeur | Classement du meilleur grimpeur | Classement du meilleur grimpeur |
| ------------------------------- | ------------------------------- | ------------------------------- | ------------------------------- | ------------------------------- |
|                                 | Coureur                         | Pays                            | Équipe                          | Point(s)                        |
| 1er                             | Benoît Cosnefroy                | France                          | AG2R La Mondiale                | 25 points                       |
| 2e                              | Michael Gogl                    | Autriche                        | NTT Pro Cycling                 | 12 pts                          |
| 3e                              | Nicolas Roche                   | Irlande                         | Sunweb                          | 11 pts                          |
| 4e                              | Primož Roglič                   | Slovénie                        | Jumbo-Visma                     | 10 pts                          |
| 5e                              | Alexey Lutsenko                 | Kazakhstan                      | Astana                          | 10 pts                          |
| 6e                              | Jesús Herrada                   | Espagne                         | Cofidis                         | 9 pts                           |
| 7e                              | Tadej Pogačar                   | Slovénie                        | UAE Emirates                    | 8 pts                           |
| 8e                              | Quentin Pacher                  | France                          | B&B Hotels-Vital Concept        | 7 pts                           |
| 9e                              | Greg Van Avermaet               | Belgique                        | CCC                             | 7 pts                           |
| 10e                             | Guillaume Martin                | France                          | Cofidis                         | 6 pts                           |
| modifier                        |                                 |                                 |                                 |                                 |

| Classement général du meilleur jeune | Classement général du meilleur jeune | Classement général du meilleur jeune | Classement général du meilleur jeune | Classement général du meilleur jeune |
|                                      | Coureur                              | Pays                                 | Équipe                               | Temps                                |
| ------------------------------------ | ------------------------------------ | ------------------------------------ | ------------------------------------ | ------------------------------------ |
| 1er                                  | Egan Bernal                          | Colombie                             | Ineos Grenadiers                     | en 30 h 36 min 13 s                  |
| 2e                                   | Enric Mas                            | Espagne                              | Movistar                             | + 9 s                                |
| 3e                                   | Sergio Higuita                       | Colombie                             | EF Pro Cycling                       | + 28 s                               |
| 4e                                   | Tadej Pogačar                        | Slovénie                             | UAE Emirate                          | + 1 min 15 s                         |
| 5e                                   | Daniel Felipe Martínez               | Colombie                             | EF Pro Cycling                       | + 18 min 44 s                        |
| 6e                                   | Valentin Madouas                     | France                               | Groupama-FDJ                         | + 27 min 18 s                        |
| 7e                                   | Harold Tejada                        | Colombie                             | Astana                               | + 30 min 14 s                        |
| 8e                                   | David Gaudu                          | France                               | Groupama-FDJ                         | + 34 min 39 s                        |
| 9e                                   | Lennard Kämna                        | Allemagne                            | Bora-Hansgrohe                       | + 36 min 19 s                        |
| 10e                                  | Neilson Powless                      | États-Unis                           | EF Pro Cycling                       | + 36 min 35 s                        |
| modifier                             |                                      |                                      |                                      |                                      |

| Classement par équipes | Classement par équipes | Classement par équipes | Classement par équipes |
|                        | Équipe                 | Pays                   | Temps                  |
| ---------------------- | ---------------------- | ---------------------- | ---------------------- |
| 1re                    | EF Pro Cycling         | États-Unis             | en 91 h 48 min 46 s    |
| 2e                     | Jumbo-Visma            | Pays-Bas               | + 1 min 29 s           |
| 3e                     | Astana                 | Kazakhstan             | + 2 min 16 s           |
| 4e                     | Movistar               | Espagne                | + 2 min 50 s           |
| 5e                     | Trek-Segafredo         | États-Unis             | + 3 min 58 s           |
| 6e                     | Groupama-FDJ           | France                 | + 5 min 36 s           |
| 7e                     | Bahrain-McLaren        | Bahreïn                | + 6 min 43 s           |
| 8e                     | AG2R La Mondiale       | France                 | + 7 min 14 s           |
| 9e                     | Ineos Grenadiers       | Royaume-Uni            | + 7 min 59 s           |
| 10e                    | UAE Emirates           | Émirats arabes unis    | + 8 min 44 s           |
| modifier               |                        |                        |                        |

## Abandon(s)
Aucun abandon.